# Slava IV – Pieśni Słowian Przyszłości
Slava IV – Pieśni Słowian Przyszłości – album studyjny polskiego zespołu folkowego Percival. Wydawnictwo ukazało się 20 czerwca 2023 roku nakładem RedBaaron Records. Jest to czwarta część serii Slava poświęcona muzyce słowiańskiej. Pierwsza część to Slava! Pieśni Słowian Południowych, druga Slava II – Pieśni Słowian Wschodnich, trzecia Slava III – Pieśni Słowian Zachodnich.
Na albumie znalazło się szesnaście utworów, inspirowanych muzyką ludową. Tematyka płyty opiera się na wizji przyszłości świata zdominowanego przez technologię, która przynosi wiele możliwości, jak i zagrożeń. Utwory znajdujące się płycie nie są w żadnym istniejącym języku, jest to kompilacja języków i dialektów słowiańskich.

## Lista utworów
| Nr  | Tytuł utworu      | Tytuł (współcześnie)   | Długość |
| --- | ----------------- | ---------------------- | ------- |
| 1.  | „A byla ta”       | „Kiedyś to było”       | 4:40    |
| 2.  | „A tam na hore”   | „A tam na górze”       | 5:43    |
| 3.  | „Ne chody milaja” | „Nie odchodź kochanie” | 3:17    |
| 4.  | „Byl ja slabyj”   | „Byłem słaby”          | 4:57    |
| 5.  | „Matino ma”       | „Moja matko”           | 3:57    |
| 6.  | „Zasypaty detyno” | „Zasypiaj dziecino”    | 4:00    |
| 7.  | „Moje druże”      | „Mój towarzyszu”       | 2:21    |
| 8.  | „O już vesna”     | „O już wiosna”         | 3:36    |
| 9.  | „Priljecjel ptak” | „Przyleciał ptak”      | 4:19    |
| 10. | „V miste”         | „W mieście”            | 4:23    |
| 11. | „Uo-ho-ho”        | „Oho ho”               | 2:45    |
| 12. | „Ubili mi”        | „Zabili mi”            | 3:27    |
| 13. | „Czrvene oczi”    | „Czerwone oczy”        | 6:39    |
| 14. | „Kracze voron”    | „Kracze wrona”         | 3:49    |
| 15. | „Smirti smirt”    | „Śmierci śmierć”       | 3:20    |
| 16. | „Morowa”          | „Dziewica moru”        | 5:25    |
|     |                   |                        | 1:06:38 |

## Twórcy
Opracowano na podstawie materiału źródłowego.
- Mikołaj Rybacki – saz, buzuki, mandolina, gitara barytonowa, gitara basowa, gitara elektryczna, śpiew, drumla.
- Katarzyna Bromirska – rebec, flety, śpiew, wiolonczela akustyczna i elektryczna, fortepian.
- Ewa Pitura – śpiew.
- Michał Lange – bębny.
- Adam Kłosek – gitara basowa (utwór „Morowa”).
- Marek Dziedzic – akordeon (utwór „Morowa”).
- Marcin Somerlik – grafika.